# Asmara
Asmara (Tigrinya: ኣስመራ, Asmera) is de hoofdstad van Eritrea. Met een bevolking van geschat 579.000 inwoners (2006) is het veruit de grootste stad van het land. Asmara ligt op 2400 meter hoogte. Sinds 2017 staat de modernistische architectuur in de stad op de Unesco-Werelderfgoedlijst.
Nabij de stad ligt de luchthaven Asmara. Een spoorlijn verbindt de stad met de havenstad Massawa.

## Geschiedenis
Asmara was een dorpje tot ongeveer 1880, toen het een regionaal bestuurscentrum binnen Ethiopië werd. Het werd de hoofdstad van de Italiaanse kolonie Eritrea in 1900. Tegen het eind van de jaren dertig van de twintigste eeuw veranderden de Italianen het aangezicht van de stad enorm. Zij zetten verschillende gebouwen neer volgens een nieuw stadsplan, zoals de Onze-Lieve-Vrouw van de Rozenkranskerk en het tankstation Fiat Tagliero. Zo verkreeg Asmara de bijnaam Piccola Roma (klein Rome). Nog steeds zijn er veel gebouwen met een Italiaans opschrift en bouwstijl.
Tijdens de onafhankelijkheidsoorlog met Ethiopië in 1993 werd vooral rond het vliegveld hevig gevochten. In Asmara is weinig van deze oorlog terug te zien. De stad was nauwelijks beschadigd. Nadat Eritrea in 1991 een officieel onafhankelijke staat werd, werd de stad volop vernieuwd. Er werd overal in de stad gebouwd en beschadigde huizen werden gerenoveerd. Zij wordt nu beschouwd als een van de schoonste steden van Afrika.

## Religie
Het christendom en de islam zijn de twee grootste religies in Eritrea. Uit cijfers (2010) van het Amerikaanse ministerie van Binnenlandse Zaken - United States Department of State blijkt dat 50% van de populatie bestaat uit moslims en 48% uit christenen.
Asmara is de zetel van de patriarch van Eritrees-orthodoxe Kerk. Tot 1998 was de patriarch slechts aartsbisschop van die kerk. In januari 2015 richtte paus Franciscus de kerkprovincie Eritrea op. Het bisdom Asmara werd verheven tot metropolitaan aartsbisdom Asmara. De bisschop van Asmara, Menghesteab Tesfamariam, werd verheven tot aartsbisschop.
De Grote Moskee van Asmara is een moskee in het centrum van Asmara.

## Sport
In 2011 vond de negende editie van de Afrikaanse kampioenschappen wielrennen plaats in en rond de stad.
Asmara en Eritrea als geheel zijn sterk verbonden met wielrennen. De sport is buitengewoon populair in het land en wordt vaak beoefend op de brede boulevards van de hoofdstad. In recente jaren is Eritrea wereldwijd steeds meer in het nieuws gekomen door de opkomst van getalenteerde wielrenners op internationaal niveau. De bekendste van hen is Biniam Girmay, die geschiedenis schreef als de eerste zwarte Afrikaan die een etappe won in de Ronde van Italië en inmiddels ook indruk maakt in de Ronde van Frankrijk. Zijn prestaties hebben geleid tot een golf van nationale trots in Eritrea en zorgden voor een grotere zichtbaarheid van het land op wereldwijde sportplatforms.

## Partnersteden
- Florence (Italië)
- Khartoem (Soedan)

## Geboren
- Isaias Afewerki (1946), president van Eritrea (1991-heden)
- Gianfranco Rosi (1964), Italiaans-Amerikaans filmregisseur
- Tedros Adhanom Ghebreyesus (1965), Ethiopisch politicus en directeur-generaal van de Wereldgezondheidsorganisatie
- Meb Keflezighi (1975), Amerikaans hardloper
- Yared Asmerom (1980), marathonloper
- Tadesse Abraham (1982), Eritrees/Zwitsers atleet
- Zersenay Tadese (1982), langeafstandsloper
- Meron Russom (1987), wielrenner
- Natnael Berhane (1991), wielrenner
- Metkel Eyob (1993), wielrenner
- Natnael Tesfatsion (1999), wielrenner
- Biniam Girmay (2000), wielrenner
- Milkias Maekele (2005), wielrenner

## Galerij

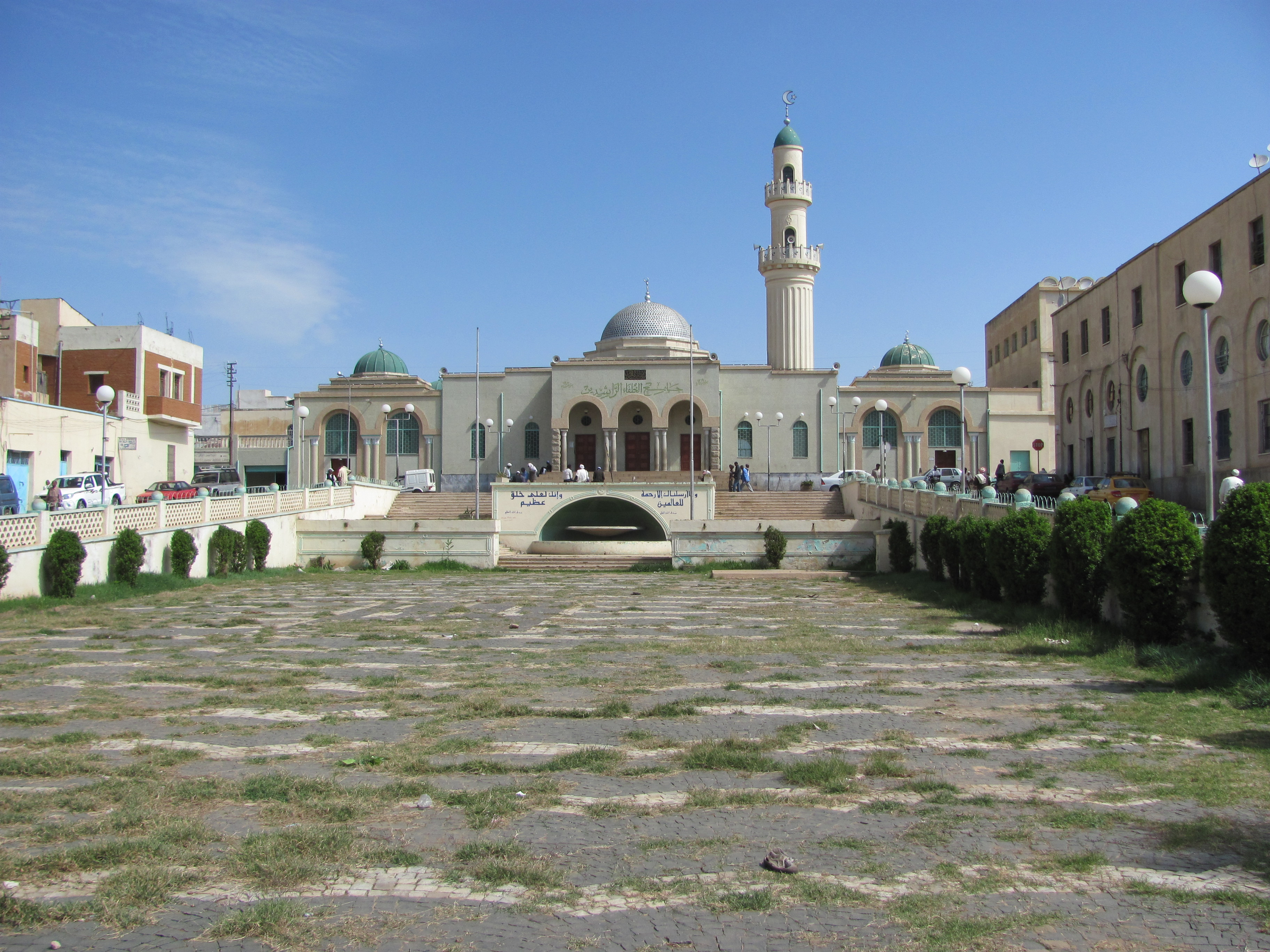
De grote moskee van Asmara
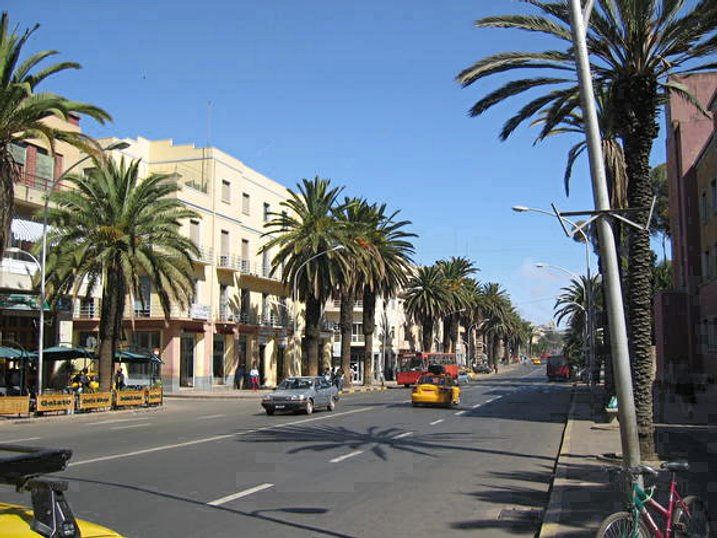
Hoofdstraat van Asmara
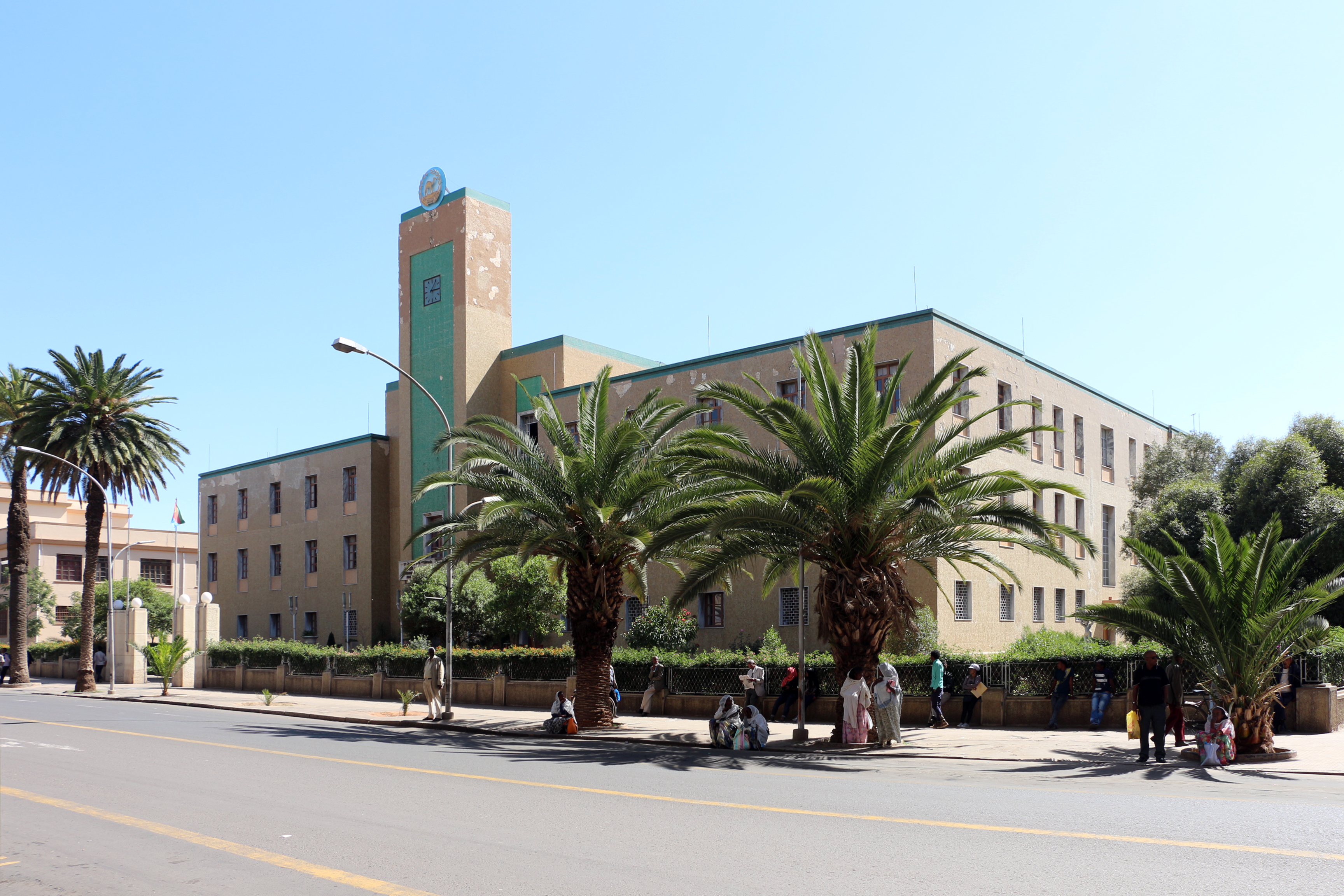
Stadhuis, gebouwd in de jaren 1930
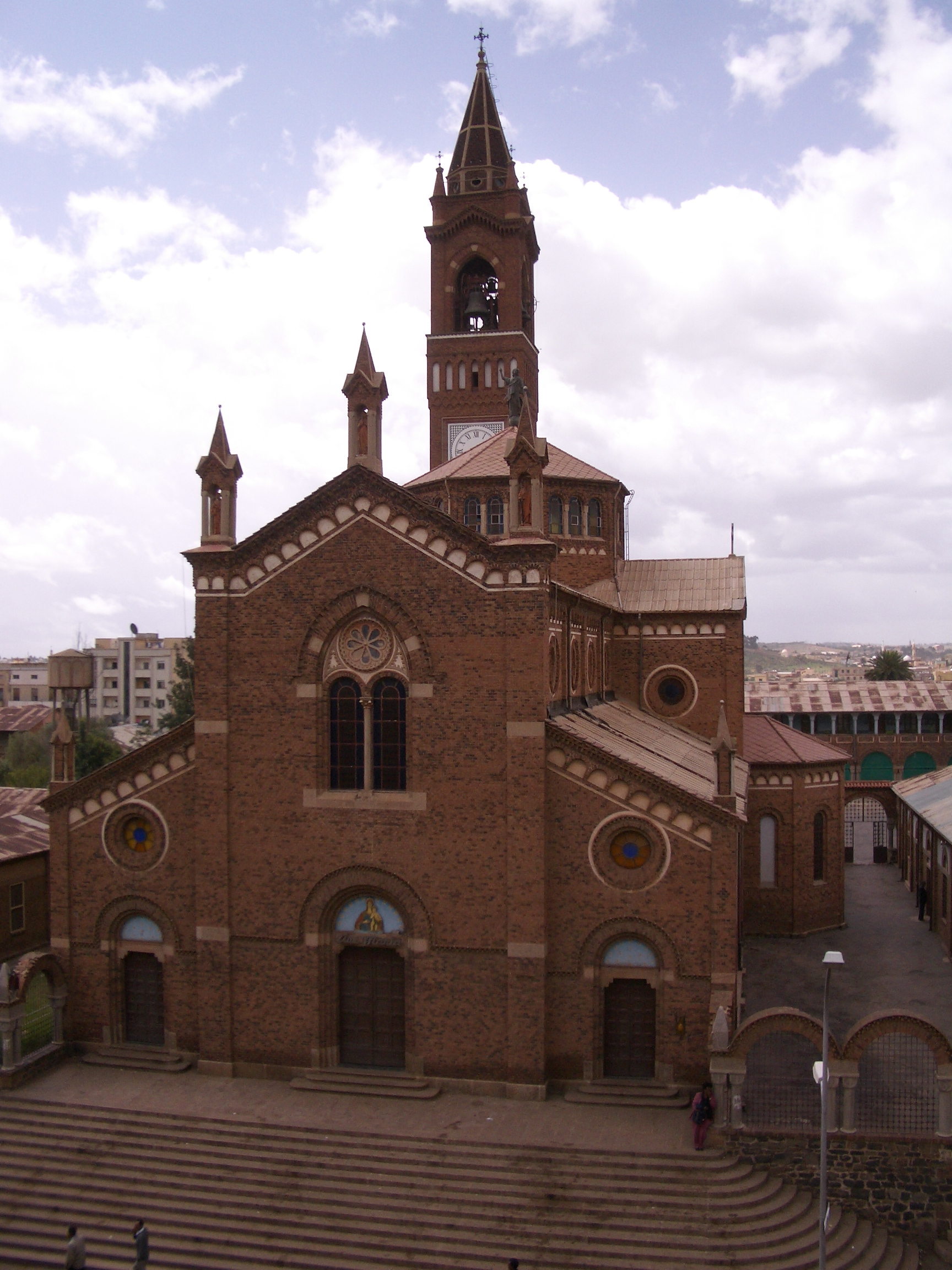
Onze-Lieve-Vrouw van de Rozenkranskerk
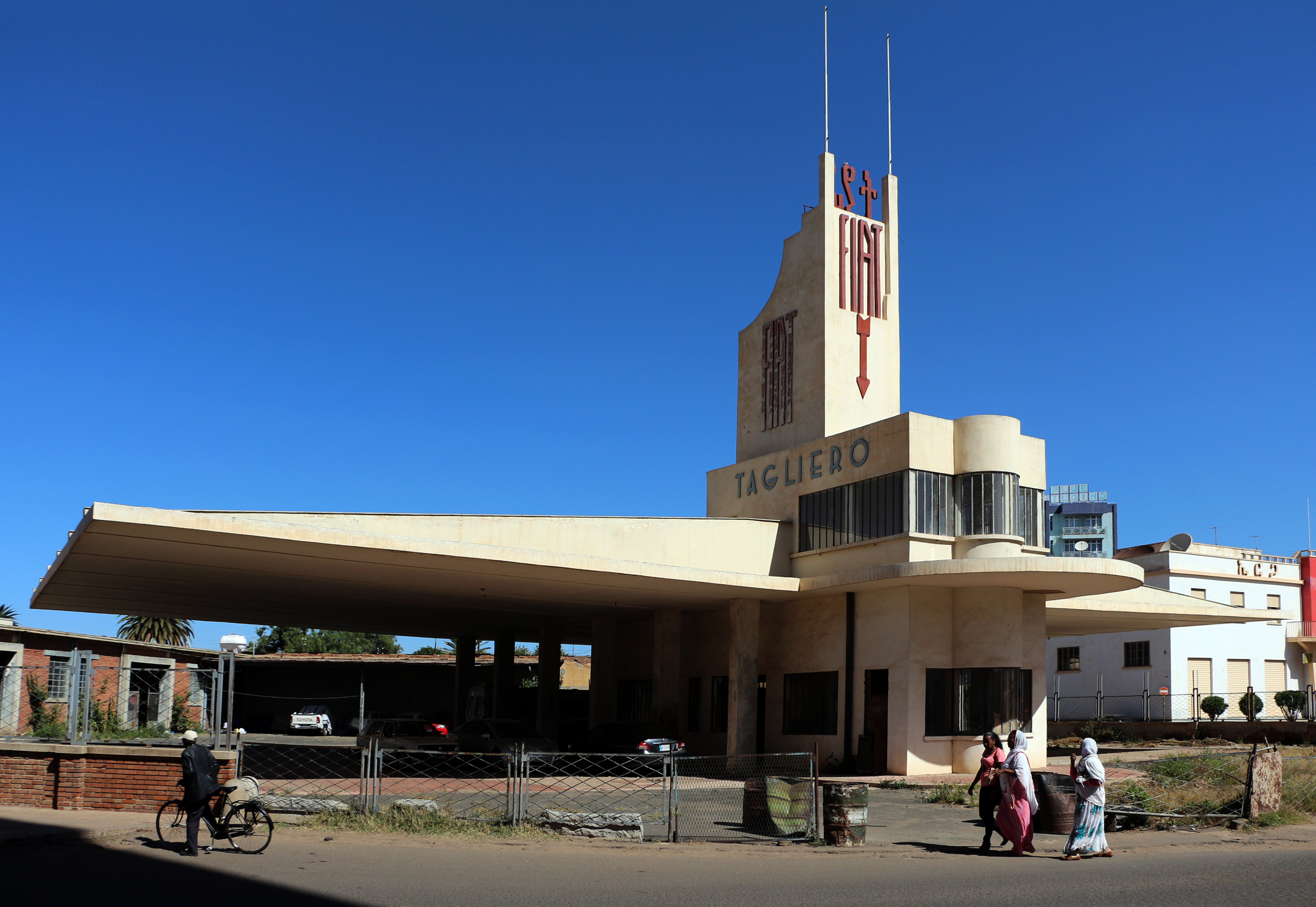
Benzinestation in art-decostijl uit 1938